# Piper rarum
Piper rarum är en pepparväxtart som beskrevs av C. Dc.. Piper rarum ingår i släktet Piper och familjen pepparväxter. Inga underarter finns listade i Catalogue of Life.